# 549
549(오백사십구)는 548보다 크고 550보다 작은 자연수다.

## 수학
- 합성수로, 그 약수는 1, 3, 9, 61, 183, 549다. 진약수의 합은 257이므로, 549는 부족수다.
- {\displaystyle 549=15^{2}+18^{2}}
  - 연속하는 두 개의 {\displaystyle 3n}({\displaystyle n}은 자연수)의 제곱합으로 나타낼 수 있으며, 이 성질을 지닌 앞의 수는 369, 다음 수는 765다.
- {\displaystyle 62^{2}-1}은 549로 나누어떨어진다.

## 과학
- NGC 549(영어판): 조각가자리 방향에 있는 막대나선은하.
- 549 예손다(영어판): 소행성.

## 교통

### 철도
- 수도권 전철 5호선 길동역의 역번호.

### 도로
- 현도 제549호선

## 군사
- 아브로 549 올더숏(영어판): 아브로의 중폭격기.
- U-549(영어판, 독일어판): 제2차 세계 대전에 사용된 나치 독일의 군용 잠수함.

## 문화유산
- 대한민국의 보물 제549호: 권주 종가 고문서
- 대한민국의 사적 제549호: 경주 구황동 원지 유적 일원

## 방송
- KT HCN의 원음방송 채널 번호.

## 기타
- 연도: 549년, 기원전 549년
- 549 로드십 레인(영어판): 미국의 주택.